# Giuseppe Furino
Giuseppe „Furia“ Furino (* 5. Juli 1946 in Palermo) ist ein ehemaliger italienischer Fußballspieler.
Seine Hauptposition war im zentralen Mittelfeld.

## Karriere

### Im Verein
Giuseppe Furinos erste Profistation war der Savona 1907 FBC in der Serie B. In der Saison 1966/67 feierte er dort sein Debüt und wurde sofort Stammspieler. Nach dem Abstieg seiner Mannschaft in die Serie C zeigte er hervorragende Leistungen und wechselte zur Saison 1968/69 zur SSC Palermo in die Serie A.
Furino spielte sich auch dort trotz seiner körperlichen Unterlegenheit (er ist nur 1,67 m groß und wog in seiner aktiven Zeit nicht mehr als 60 kg) in den Vordergrund und wurde so im Sommer 1969 von Juventus Turin verpflichtet, wo er sich erneut sofort einen Stammplatz erarbeitete.
Bei der Juve war er über ein Jahrzehnt Stammspieler und gewann acht italienischen Meisterschaften, zweimal die Coppa Italia, einmal den UEFA-Pokal und einen Europapokal der Pokalsieger.
Giuseppe Furino beendete nach 15 Spielzeiten bei Juventus, in denen er insgesamt 361 Serie-A-Partien bestritt, am Ende der Saison 1983/84 seine aktive Karriere. In seiner letzten Saison bestritt er nur noch ein einziges Meisterschaftsspiel, gewann aber zum insgesamt achten Mal den Scudetto, wodurch er zusammen mit Giovanni Ferrari und später Ciro Ferrara zum Spieler mit den meisten gewonnenen Italienischen Meisterschaften wurde.

### In der Nationalmannschaft
Giuseppe Furino hatte, im Gegensatz zu seiner Vereinskarriere, als Nationalspieler nicht viel Erfolg. Er bestritt insgesamt nur drei Länderspiele, da er auf seiner Position im Mittelfeld mit Spielern wie Romeo Benetti oder Gabriele Oriali starke Konkurrenz hatte.
Ohne vorher je ein Länderspiel bestritten zu haben, wurde er 1970 von Ferruccio Valcareggi in den italienischen Kader für die Fußball-Weltmeisterschaft 1970 in Mexiko nominiert. Im Rahmen dieses Turniers debütierte der Sizilianer am 6. Juni 1970 beim 0:0 im Gruppenspiel gegen Uruguay in der italienischen Nationalmannschaft. Im weiteren Turnierverlauf kam Furino zwar nicht mehr zum Einsatz, feierte mit den Azzurri nach der 1:4-Finalniederlage gegen Brasilien aber dennoch den Gewinn des Vize-Weltmeistertitels.
1973 und 1974 bestritt Giuseppe Furino jeweils noch ein Länderspiel.

## Erfolge

### Im Verein
- Italienische Meisterschaft: 1971/72,  1972/73, 1974/75, 1976/77, 1977/78, 1980/81, 1981/82,  1983/84
- Coppa Italia: 1978/79, 1982/83
- Europapokal der Pokalsieger: 1983/84
- UEFA-Pokal: 1976/77

### In der Nationalmannschaft
- Vize-Weltmeister: 1970